# فرانسیسکو نوگل
فرانسیسکو نوگل (انگلیسی: Francisco Noguerol؛ زادهٔ ۹ ژوئیهٔ ۱۹۷۶) بازیکن فوتبال اهل اسپانیا است.
از باشگاه‌هایی که در آن بازی کرده‌است می‌توان به باشگاه فوتبال الچه، باشگاه فوتبال ژیرونا، باشگاه فوتبال سلتاویگو، و باشگاه فوتبال آلباسته بالومپیه اشاره کرد.